# Cricotopus triannulatus
Cricotopus triannulatus är en tvåvingeart som först beskrevs av Macquart 1826.  Cricotopus triannulatus ingår i släktet Cricotopus och familjen fjädermyggor. Arten är reproducerande i Sverige. Inga underarter finns listade i Catalogue of Life.